# Jérémy Cordoval
Jeremy Cordoval, né le 12 janvier 1990 à Villeneuve-Saint-Georges, est un footballeur français international. Il évolue au poste de défenseur droit à Hyères FC.

## Biographie
Il est transféré de l'ESTAC Troyes au Nîmes Olympique en 2016, après 109 matchs avec ce même club[réf. nécessaire]. Il ne parvient pas à trouver un nouvel accord et retourne dans son club formateur l'ES Troyes AC.

## Palmarès
- Champion de France de National en 2013 avec l'US Créteil-Lusitanos.